# پایگاه نیروی هوایی پاکستان در فیصل
 پایگاه نیروی هوایی پاکستان در فیصل (به انگلیسی: PAF Base Faisal) یک فرودگاه نظامی است . این فرودگاه در شهر کراچی کشور پاکستان قرار دارد .